# Orchestre du Gürzenich de Cologne

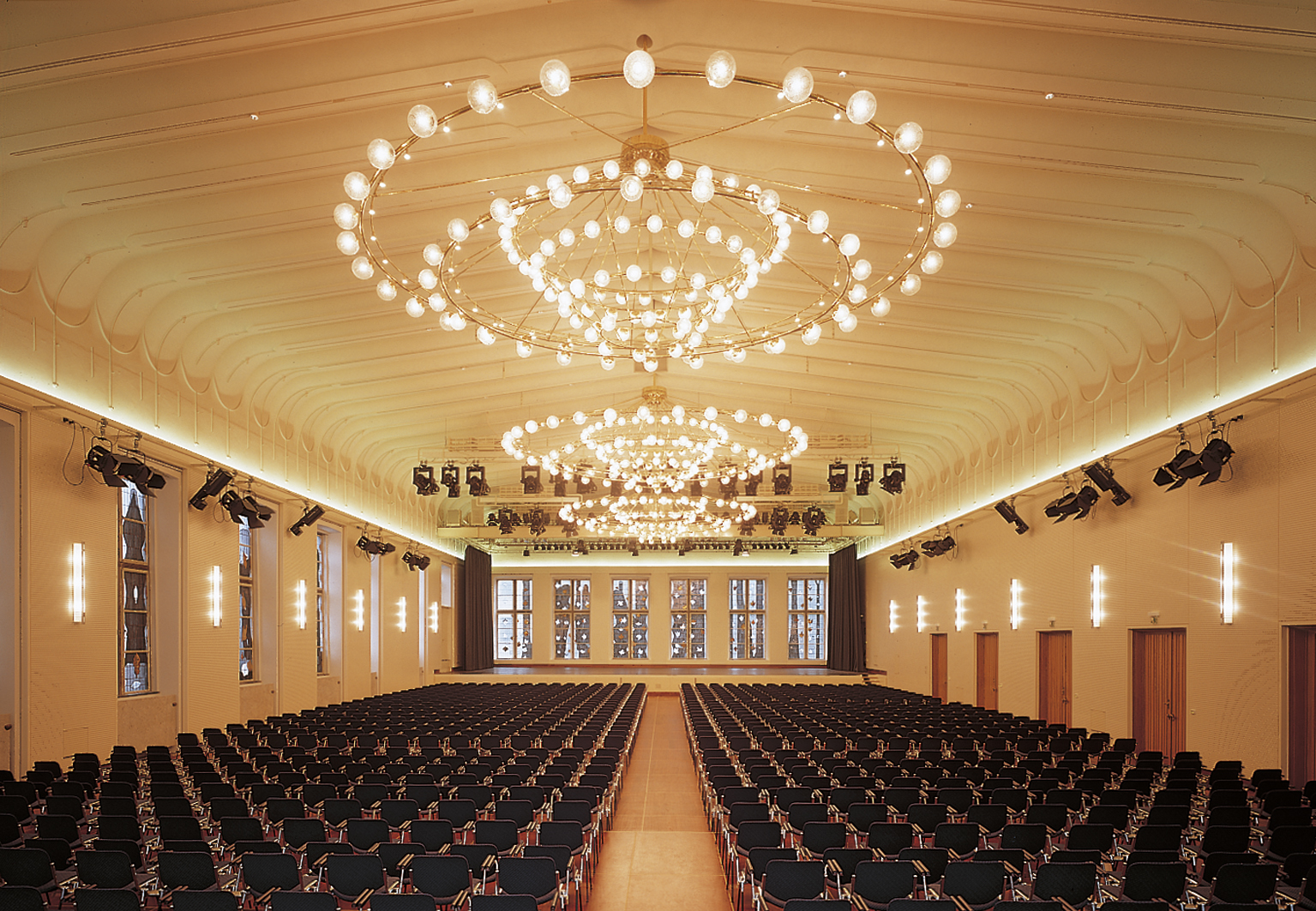
Gürzenich – Grande Salle

L’orchestre du Gürzenich de Cologne (en allemand Gürzenich-Orchester Köln) est, avec l'orchestre symphonique du WDR de Cologne, l'un des deux orchestres symphoniques de la ville de Cologne. Ils sont tous deux en résidence à la Philharmonie de Cologne (de) (Kölner Philharmonie).

## Historique
L'orchestre est fondé en 1857 en tant qu'organisation non professionnelle (musikalischen Gesellschaft)[réf. souhaitée].
Il tient son nom de la salle où il a été en résidence jusqu'en 1986, le Gürzenich. À cette date, l'orchestre a emménagé à la Kölner Philharmonie.

## Chefs permanents
- François-Xavier Roth (depuis 2015)
- Markus Stenz (2003-2015)
- James Conlon (1990–2002)
- Marek Janowski (1986–1990)
- Youri Ahronovitch (1975–1986)
- Günter Wand (1946–1975)
- Eugen Papst (1936–1944)
- Hermann Abendroth (1915–1934)
- Fritz Steinbach (1902–1914)
- Franz Wüllner (1884–1902)
- Ferdinand Hiller (1850–1884)
- Heinrich Dorn (1843–1849)
- Conradin Kreutzer (1840–1842)

## Premières
- Johannes Brahms : Double concerto pour violon, violoncelle et orchestre (1887)
- Gustav Mahler : symphonie n° 5 (1904)
- Richard Strauss : Don Quichotte (1898)
- Richard Strauss : Till l'Espiègle (1895)
- Bernd Alois Zimmermann : Sinfonia prosodica (1964)